# Большой Иульт
Большой Иульт — река на полуострове Камчатка в России. Протекает по территории Мильковского района. Длина реки — 18 км.
Начинается на западных склонах хребта Тумрок, к югу от горы Скалистой. Течёт сначала на юг, у подножия горы Иульт поворачивает на запад. Впадает в реку Щапина слева на расстоянии 125 км от её устья напротив горы Двойной. Верховья лежат в горах, долина в нижнем и среднем течении поросла берёзово-лиственничным лесом.
В долине реки в расположены Больше-Иультские термальные источники.
По данным государственного водного реестра России относится к Анадыро-Колымскому бассейновому округу. Код водного объекта — 19070000112120000014052.